# Canala
Canala (Xârâcùù nella lingua canaca eponima) è un comune francese della Nuova Caledonia di 3512 abitanti nella Provincia del Nord. Nel 1995 da parte del suo territorio è stato creato il nuovo comune di Quaua.